# Lobbywatch
Lobbywatch est un site et une association suisse recensant les liens d'intérêt des parlementaires fédéraux suisses.
Fondée en 2014, l'association est reconnue d'utilité publique et a son siège à Berne.

## Objectifs et engagement
L'objectif de l'association Lobbywatch est d'informer un large public sur les stratégies d'influence et les structures de pouvoir en politique. Le travail de Lobbywatch doit permettre de simplifier et de promouvoir la couverture médiatique des conflits d'intérêts dans les décisions politiques,.
L'élément central des activités de Lobbywatch est l'exploitation d'une base de données dans laquelle sont saisis les liens d'intérêts des membres de l'Assemblée fédérale ainsi que de leurs invités. La base de données suit le principe de l'open source et dispose d'une interface d'exportation.
La rédaction de Lobbywatch publie régulièrement sur son site des articles de blog sur les questions de lobbying et de transparence. En outre, l'association a jusqu'à présent participé à deux reprises à des consultations.
En 2022, le coprésident de la plateforme affirme que « Les règles de transparence existantes ne suffisent pas, il faut de la transparence sur le montant des indemnités ».

## Histoire
En 2008, le magazine alémanique Beobachter publie un premier article sur les invités des membres des chambres fédérales ayant une carte d'accès au Palais fédéral. Au cours des années suivantes, le Beobachter publie à plusieurs reprises des enquêtes sur les invités et les liens d'intérêts des élus. Le média note que les informations figurant sur le site internet du parlement sont souvent incomplètes, voire erronées ; celles concernant les liens d'intérêts des invités[Qui ?] sont quant à elles presque totalement absentes. Pour remédier à cette situation, un groupe de journalistes, soutenu par des informaticiens, commence en 2013 à rechercher les mandats des parlementaires fédéraux et à les rassembler dans une base de données. 
Le 24 juin 2014, l'association Lobbywatch est fondée et, en septembre 2014, la première version du site lobbywatch.ch est mise en ligne avec les liens d'intérêts des membres des commissions de la sécurité sociale et de la santé. L'année suivante, l'association publie les liens d'intérêts de tous les membres du Parlement et de leurs invités, lorsque ceux-ci les avaient déclarés.
En 2017, grâce à un financement participatif, un nouveau site web est réalisé. En 2018, l'association lance une pétition intitulée Stop au jeu de cache-cache des lobbies !, signée par environ 3 000 personnes.

## Présence dans les médias et réception
Lobbywatch est régulièrement utilisé comme base de travail pour les journalistes travaillant sur le lobbying et la transparence en politique,,,. Le quotidien Le Temps met en ligne en 2019 une extension de navigateur fondée sur les travaux de l'association.

## Financement
L'association est reconnue d'utilité publique et est financée par des dons et les cotisations de ses membres. Le comité directeur de Lobbywatch travaille bénévolement, seuls les travaux de recherche sont rémunérés,.